# Reichenbach am Heuberg
Reichenbach am Heuberg es un municipio alemán con unos 536 habitantes situado en el distrito de Tuttlingen, Baden-Wurtemberg. Como el nombre indica está ubicado en la meseta del Heuberg, a una altura entre 726 y 974 m s. n. m.